# Список 50 лідерів НБА за перехопленнями за всю історію ліги

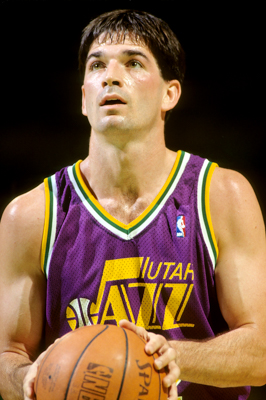
Джон Стоктон — лідер НБА за перехопленнями за всю історію ліги

Цей список містить 50 гравців, які зробили найбільшу кількість перехоплень в матчах регулярного чемпіонату Національної баскетбольної асоціації за кар'єру.
У баскетболі «перехоплення» означає дії гравця оборони щодо заволодіння м'ячем, які він виконує під час кидка або передачі гравців атаки. При втраті контролю над м'ячем атакувальній команді внаслідок перехоплення захисниками суперника у статистичному звіті матчу записується втрата. Після перехоплення м'яча команда, що захищається, переходить у швидкий відрив і набирає «легкі» очки. В НБА найкращим гравцем за перехопленнями вважається гравець з найбільшим середнім показником за ними за матч. Вперше цю номінацію ввели тільки в сезоні 1973–74 років, коли стали вести за ними статистику, тому в баскетболістів, які грали до 1973 року, перехоплення в статистиці відсутні.
Лише один баскетболіст на сьогодні зробив понад 3000 перехоплень, 3 гравці подолали рубіж у 2500 балів і 11 осіб мають в своєму активі більш як 2000 перехоплень.
Єдиним гравцем, який подолав планку в 3000 перехоплень, є захисник команди «Юта Джаз» Джон Стоктон, який домігся цього результату в сезоні 2001–02 років, після чого наступного року завершив кар'єру, встановивши досі неперевершений рекорд в 3265 балів.
У сезоні 2002–03 років позначку у 2500 перехоплень подолав Майкл Джордан, який завершив свої виступи в НБА того ж року, набравши в підсумку 2514 балів. У першості 2011–12 років це досягнення повторив Джейсон Кідд, який завершив свою професійну кар'єру після закінчення сезону 2012–13 років з результатом у 2684 перехоплення, займаючи загальне друге місце за перехопленнями за всю історію ліги.
Лідером же за середнім показником за гру на сьогодні є Елвін Робертсон, який після завершення кар'єри має в своєму активі результат 2,71 перехоплення в середньому за гру. Друге місце за цим показником займає Майкл Рей Річардсон, який за підсумками своїх виступів набрав 2,63 бали в середньому за гру. На третьому місці йде Майкл Джордан, показник якого становить 2,35 перехоплення в середньому за гру.
У цей список входять шість чинних баскетболістів, найрезультативнішим з них є Кріс Пол, який поки що йде на п'ятнадцятому місці.

## Легенда до списку
| Поз.    | ЛФ             | ВФ             | РЗ                     | АЗ                    | Ц         | Прим.      |
| Позиція | Легкий форвард | Важкий форвард | Розігру- ючий захисник | Атакувальний захисник | Центровий | Примі- тки |

| ^ | Відмічені гравці, які виступають в НБА дотепер                              |
| * | Обрані в Баскетбольну Залу слави                                            |
|   | Нещодавно завершив кар'єру, але поки що його не обрали в залу слави         |
|   | Завершив кар'єру понад 10 років тому, але його так і не обрали в залу слави |

## Список
Станом на 13 квітня 2017 року (на момент закінчення сезону 2016/2017 років, наступний сезон стартує 31 жовтня 2017 року)
| Місце  | Гравець             | Фото | Поз.   | Рік народження | Клуби (роки) | Загалом перехоплень | Ігор зіграно | Перехоплень за гру | Зала слави | Прим.           |
| ------ | ------------------- | ---- | ------ | -------------- | --- | ------------------- | ------------ | ------------------ | ---------- | --------------- |
| 1      | Джон Стоктон*       |      | РЗ     | 1962           | Юта Джаз (1984—2003) | 3265                | 1504         | 2,17               | 2009       | [ 7 ] [ 8 ]     |
| 2      | Джейсон Кідд        |      | РЗ     | 1973           | Даллас Маверікс (1994—1996, 2008—2012) Фінікс Санз (1996—2001) Нью-Джерсі Нетс (2001—2008) Нью-Йорк Нікс (2012—2013) | 2684                | 1391         | 1,93               | —          | [ 9 ] [ 10 ]    |
| 3      | Майкл Джордан*      |      | АЗ     | 1963           | Чикаго Буллз (1984—1993, 1995—1998) Вашингтон Візардс (2001—2003) | 2514                | 1072         | 2,35               | 2009       | [ 11 ] [ 12 ]   |
| 4      | Гері Пейтон*        |      | РЗ     | 1968           | Сіетл Суперсонікс (1990—2003) Мілвокі Бакс (2003) Лос-Анджелес Лейкерс (2003—2004) Бостон Селтікс (2004—2005) Маямі Гіт (2005—2007) | 2445                | 1335         | 1,83               | 2013       | [ 13 ] [ 14 ]   |
| 5      | Моріс Чікс          |      | РЗ     | 1956           | Філадельфія-76 (1978—1989) Сан-Антоніо Сперс (1989—1990) Нью-Йорк Нікс (1990—1991) Атланта Гокс (1991—1992) Нью-Джерсі Нетс (1993) | 2310                | 1101         | 2,10               | —          | [ 15 ] [ 16 ]   |
| 6      | Скотті Піппен*      |      | ЛФ     | 1965           | Чикаго Буллз (1987—1998, 2003—2004) Х'юстон Рокетс (1999) Портленд Трейл-Блейзерс (1999—2003) | 2307                | 1178         | 1,96               | 2010       | [ 17 ] [ 18 ]   |
| 7      | Клайд Дрекслер*     |      | АЗ     | 1962           | Портленд Трейл-Блейзерс (1983—1995) Х'юстон Рокетс (1995—1998) | 2207                | 1086         | 2,03               | 2004       | [ 19 ] [ 20 ]   |
| 8      | Хакім Оладжьювон*   |      | Ц      | 1963           | Х'юстон Рокетс (1984—2001) Торонто Репторс (2001—2002) | 2162                | 1238         | 1,75               | 2008       | [ 21 ] [ 22 ]   |
| 9      | Елвін Робертсон     |      | АЗ/ РЗ | 1962           | Сан-Антоніо Сперс (1984—1989) Мілвокі Бакс (1989—1993) Детройт Пістонс (1993) Торонто Репторс (1995—1996) | 2112                | 779          | 2,71               | —          | [ 23 ] [ 24 ]   |
| 10     | Карл Мелоун*        |      | ТФ     | 1963           | Юта Джаз (1985—2003) Лос-Анджелес Лейкерс (2003—2004) | 2085                | 1476         | 1,41               | 2010       | [ 25 ] [ 26 ]   |
| 11     | Мукі Блейлок        |      | РЗ     | 1967           | Нью-Джерсі Нетс (1989—1992) Атланта Гокс (1992—1999) Голден-Стейт Ворріорс (1999—2002) | 2075                | 889          | 2,33               | —          | [ 27 ] [ 28 ]   |
| 12     | Аллен Айверсон*     |      | АЗ/ РЗ | 1975           | Філадельфія-76 (1996—2006, 2009—2010) Денвер Наггетс (2006—2008) Детройт Пістонс (2008—2009) Мемфіс Ґріззліс (2009) | 1983                | 914          | 2,17               | 2016       | [ 29 ] [ 30 ]   |
| 13     | Дерек Харпер        |      | РЗ     | 1961           | Даллас Маверікс (1983—1994, 1996—1997) Нью-Йорк Нікс (1994—1996) Орландо Меджик (1997—1998) Лос-Анджелес Лейкерс (1999) | 1957                | 1199         | 1,63               | —          | [ 31 ] [ 32 ]   |
| 14     | Кобі Браянт         |      | АЗ     | 1978           | Лос-Анджелес Лейкерс (1996—2016) | 1944                | 1346         | 1,44               | —          | [ 33 ] [ 34 ]   |
| 15     | Кріс Пол^           |      | РЗ     | 1985           | Нью-Орлеан/ Оклахома-Сіті Горнетс (2005—2011) Лос-Анджелес Кліпперс (2011—) | 1911                | 834          | 2,29               | —          | [ 35 ] [ 36 ]   |
| 16     | Айзея Томас*        |      | РЗ     | 1961           | Детройт Пістонс (1981—1994) | 1861                | 979          | 1,90               | 2000       | [ 37 ] [ 38 ]   |
| 17     | Кевін Гарнетт       |      | ТФ/ Ц  | 1976           | Міннесота Тімбервулвз (1995—2007, 2015—2016) Бостон Селтікс (2007—2013) Бруклін Нетс (2013—2015) | 1859                | 1462         | 1,27               | —          | [ 39 ] [ 40 ]   |
| 18     | Шон Меріон          |      | ЛФ/ ТФ | 1978           | Фінікс Санз (1999—2008) Маямі Гіт (2008—2009) Торонто Репторс (2009) Даллас Маверікс (2009—2014) Клівленд Кавальєрс (2014—2015) | 1759                | 1163         | 1,51               | —          | [ 41 ] [ 42 ]   |
| 19     | Пол Пірс            |      | ЛФ     | 1977           | Бостон Селтікс (1999—2013) Бруклін Нетс (2013—2014) Вашингтон Візардс (2014—2015) Лос-Анджелес Кліпперс (2015—2017) | 1752                | 1343         | 1,30               | —          | [ 43 ] [ 44 ]   |
| 20     | Леброн Джеймс^      |      | ЛФ/ ТФ | 1984           | Клівленд Кавальєрс (2003—2010, 2014—) Маямі Гіт (2010—2014) | 1749                | 1061         | 1,65               | —          | [ 45 ] [ 46 ]   |
| 21     | Меджик Джонсон*     |      | РЗ     | 1959           | Лос-Анджелес Лейкерс (1979—1991, 1996) | 1724                | 906          | 1,90               | 2002       | [ 47 ] [ 48 ]   |
| 22     | Метта Ворлд Піс^    |      | ЛФ     | 1979           | Чикаго Буллз (1999—2002) Індіана Пейсерс (2002—2006) Сакраменто Кінґс (2006—2008) Х'юстон Рокетс (2008—2009) Лос-Анджелес Лейкерс (2009—2013, 2015—) Нью-Йорк Нікс (2013—2014) | 1720                | 991          | 1,74               | —          | [ 49 ] [ 50 ]   |
| 23     | Рон Харпер          |      | АЗ/ РЗ | 1964           | Клівленд Кавальєрс (1986—1989) Лос-Анджелес Кліпперс (1989—1994) Чикаго Буллз (1994—1999) Лос-Анджелес Лейкерс (1999—2001) | 1716                | 1009         | 1,70               | —          | [ 51 ] [ 52 ]   |
| 24     | Фет Левер           |      | РЗ     | 1960           | Портленд Трейл-Блейзерс (1982—1984) Денвер Наггетс (1984—1990) Даллас Маверікс (1990—1994) | 1666                | 752          | 2,22               | —          | [ 53 ] [ 54 ]   |
| 25     | Чарльз Барклі*      |      | ТФ     | 1963           | Філадельфія-76 (1984—1992) Фінікс Санз (1992—1996) Х'юстон Рокетс (1996—2000) | 1648                | 1073         | 1,54               | 2006       | [ 55 ] [ 56 ]   |
| 26     | Гас Вільямс         |      | РЗ     | 1953           | Голден-Стейт Ворріорс (1975—1977) Сіетл Суперсонікс (1977—1984) Вашингтон Буллетс (1984—1986) Атланта Гокс (1987) | 1638                | 825          | 1,99               | —          | [ 57 ] [ 58 ]   |
| 27     | Герсі Гокінс        |      | АЗ     | 1966           | Філадельфія-76 (1988—1993) Шарлотт Горнетс (1993—1995, 2000—2001) Сіетл Суперсонікс (1995—1999) Чикаго Буллз (1999—2000) | 1622                | 983          | 1,65               | —          | [ 59 ] [ 60 ]   |
| 28     | Едді Джонс          |      | АЗ/ ЛФ | 1971           | Лос-Анджелес Лейкерс (1994—1999) Шарлотт Горнетс (1999—2000) Маямі Гіт (2000—2005, 2007) Мемфіс Ґріззліс (2005—2007) Даллас Маверікс (2007—2008) | 1620                | 954          | 1,70               | —          | [ 61 ] [ 62 ]   |
| 29     | Род Стрікленд       |      | РЗ     | 1966           | Нью-Йорк Нікс (1988—1990) Сан-Антоніо Сперс (1990—1992) Портленд Трейл-Блейзерс (1992—1996, 2001) Вашингтон Буллетс/ Візардс (1996—2001) Маямі Гіт (2001—2002) Міннесота Тімбервулвз (2002—2003) Орландо Меджик (2003—2004) Торонто Репторс (2004) Х'юстон Рокетс (2005)               | 1616                | 1094         | 1,48               | —          | [ 63 ] [ 64 ]   |
| 30     | Марк Джексон        |      | РЗ     | 1965           | Нью-Йорк Нікс (1987—1992, 2001—2002) Лос-Анджелес Кліпперс (1992—1994) Індіана Пейсерс (1994—1996, 1997—2000) Денвер Наггетс (1996—1997) Торонто Репторс (2000—2001) Юта Джаз (2002—2003) Х'юстон Рокетс (2004)                                                                        | 1608                | 1296         | 1,24               | —          | [ 65 ] [ 66 ]   |
| 31     | Террі Портер        |      | РЗ/ АЗ | 1963           | Портленд Трейл-Блейзерс (1985—1995) Міннесота Тімбервулвз (1995—1998) Маямі Гіт (1999) Сан-Антоніо Сперс (1999—2002) | 1583                | 1274         | 1,24               | —          | [ 67 ] [ 68 ]   |
| 32     | Док Ріверс          |      | РЗ     | 1961           | Атланта Гокс (1983—1991) Лос-Анджелес Кліпперс (1991—1992) Нью-Йорк Нікс (1992—1994) Сан-Антоніо Сперс (1994—1996) | 1563                | 864          | 1,81               | —          | [ 69 ] [ 70 ]   |
| 33     | Джейсон Террі^      |      | АЗ/ РЗ | 1977           | Атланта Гокс (1999—2004) Даллас Маверікс (2004—2012) Бостон Селтікс (2012—2013) Бруклін Нетс (2013—2014) Х'юстон Рокетс (2014—2016) Мілвокі Бакс (2016—) | 1560                | 1359         | 1,15               | —          | [ 71 ] [ 72 ]   |
| 34     | Ларрі Берд*         |      | ЛФ/ ТФ | 1956           | Бостон Селтікс (1979—1992) | 1556                | 897          | 1,73               | 1998       | [ 73 ] [ 74 ]   |
| 35     | Дуг Крісті          |      | АЗ     | 1970           | Лос-Анджелес Лейкерс (1993—1994) Нью-Йорк Нікс (1994—1996) Торонто Репторс (1996—2000) Сакраменто Кінґс (2000—2005) Орландо Меджик (2005) Даллас Маверікс (2005) Лос-Анджелес Кліпперс (2007)                                                                                          | 1555                | 827          | 1,88               | —          | [ 75 ] [ 76 ]   |
| 36     | Андре Ігудала^      |      | ЛФ/ АЗ | 1984           | Філадельфія-76 (2004—2012) Денвер Наггетс (2012—2013) Голден-Стейт Ворріорс (2013—) | 1548                | 976          | 1,59               | —          | [ 77 ] [ 78 ]   |
| 37     | Андре Міллер        |      | РЗ     | 1976           | Клівленд Кавальєрс (1999—2002) Лос-Анджелес Кліпперс (2002—2003) Денвер Наггетс (2003—2006, 2011—2013) Філадельфія-76 (2006—2009) Портленд Трейл-Блейзерс (2009—2011) Вашингтон Візардс (2014—2015) Сакраменто Кінґс (2015) Міннесота Тімбервулвз (2015—2016) Сан-Антоніо Сперс (2016) | 1546                | 1304         | 1,19               | —          | [ 79 ] [ 80 ]   |
| 38     | Нейт Макміллан      |      | РЗ     | 1964           | Сіетл Суперсонікс (1986—1998) | 1544                | 796          | 1,94               | —          | [ 81 ] [ 82 ]   |
| 39     | Джефф Хорнасек      |      | АЗ     | 1963           | Фінікс Санз (1986—1992) Філадельфія-76 (1992—1994) Юта Джаз (1994—2000) | 1536                | 1077         | 1,43               | —          | [ 83 ] [ 84 ]   |
| 40-(T) | Берон Девіс         |      | РЗ     | 1979           | Шарлотт Горнетс (1999—2002) Нью-Орлеан Горнетс (2002—2005) Голден-Стейт Ворріорс (2005—2008) Лос-Анджелес Кліпперс (2008—2011) Клівленд Кавальєрс (2011) Нью-Йорк Нікс (2012) | 1530                | 835          | 1,83               | —          | [ 85 ] [ 86 ]   |
| 40-(T) | Кріс Маллін*        |      | АЗ     | 1963           | Голден-Стейт Ворріорс (1985—1997, 2000—2001) Індіана Пейсерс (1997—2000) | 1530                | 986          | 1,55               | 2011       | [ 87 ] [ 88 ]   |
| 42     | Кендалл Гілл        |      | АЗ     | 1968           | Шарлотт Горнетс (1990—1993, 1995—1996) Сіетл Суперсонікс (1993—1995) Нью-Джерсі Нетс (1996—2001) Маямі Гіт (2001—2002) Міннесота Тімбервулвз (2002—2003) Чикаго Буллз (2003—2004) Мілвокі Бакс (2004—2005)                                                                             | 1519                | 966          | 1,57               | —          | [ 89 ] [ 90 ]   |
| 43     | Джуліус Ірвінг*     |      | ЛФ     | 1950           | Філадельфія-76 (1976—1987) | 1508                | 836          | 1,80               | 1993       | [ 91 ] [ 92 ]   |
| 44     | Реджі Міллер*       |      | АЗ     | 1965           | Індіана Пейсерс (1987—2005) | 1505                | 1389         | 1,08               | 2012       | [ 93 ] [ 94 ]   |
| 45     | Двейн Вейд^         |      | АЗ/ РЗ | 1982           | Маямі Гіт (2003—2016) Чикаго Буллз (2016—) | 1500                | 915          | 1,64               | —          | [ 95 ] [ 96 ]   |
| 46     | Денніс Джонсон*     |      | РЗ/ АЗ | 1954 — 2007    | Сіетл Суперсонікс (1978—1980) Фінікс Санз (1980—1983) Бостон Селтікс (1983—1990) | 1477                | 1100         | 1,34               | 2010       | [ 97 ] [ 98 ]   |
| 47     | Майкл Рей Річардсон |      | РЗ     | 1955           | Нью-Йорк Нікс (1978—1982) Голден-Стейт Ворріорс (1982—1983) Нью-Джерсі Нетс (1983—1986) | 1463                | 556          | 2,63               | —          | [ 99 ] [ 100 ]  |
| 48     | Рей Аллен           |      | АЗ     | 1975           | Мілвокі Бакс (1996—2003) Сіетл Суперсонікс (2003—2007) Бостон Селтікс (2007—2012) Маямі Гіт (2012—2014) | 1451                | 1300         | 1,12               | —          | [ 101 ] [ 102 ] |
| 49     | Джером Керсі        |      | ЛФ     | 1962           | Портленд Трейл-Блейзерс (1984—1995) Голден-Стейт Ворріорс (1995—1996) Лос-Анджелес Лейкерс (1996—1997) Сіетл Суперсонікс (1997—1998) Сан-Антоніо Сперс (1999—2000) Мілвокі Бакс (2000—2001)                                                                                            | 1439                | 1153         | 1,25               | —          | [ 103 ] [ 104 ] |
| 50     | Тім Гардуей         |      | РЗ     | 1966           | Голден-Стейт Ворріорс (1989—1996) Маямі Гіт (1996—2001) Даллас Маверікс (2001—2002) Денвер Наггетс (2002) Індіана Пейсерс (2003) | 1428                | 867          | 1,65               | —          | [ 105 ] [ 106 ] |